# Vidră de mare
Vidra de mare (Enhydra lutris; numită și vidră marină, mai rar lutră de mare, castor de mare sau calan) este un mamifer marin carnivor din familia mustelidelor, rudă apropiată a vidrelor. Este răspândită pe ambele coaste ale Oceanului Pacific de Nord. Greutatea tipică a vidrelor de mare adulte variază între 14 și 45 kg, fiind astfel mustelidele cu cea mai mare masă, dar, în același timp, unul dintre cele mai mici mamifere marine. Spre deosebire de alte animale din acest grup, vidrele de mare înaintează foarte puțin pe țărm și, cu toate că se pot deplasa pe uscat, își petrec cea mai mare parte a vieții în apă.
Vidrele de mare preferă zonele de litoral pentru înot și scufundări. Aici se hrănesc mai mult cu nevertebrate – arici-de-mare, diverse moluște și crustacee – dar și cu unele specii de pește. Reglează cantitatea de arici-de-mare, a căror abundență poate cauza dispariția din ecosistem a varecului. Vidrele de mare posedă mai multe abilități legate de alimentație: folosesc pietre de pe litoral pentru a sparge crabii și au „buzunare” în care depozitează temporar hrana până la ieșirea la suprafață. Principalii răpitori ai vidrei de mare sunt orcile. Astfel, în lanțul trofic, vidra de mare este poziționată între orci, pe de o parte, și nevertebrate și pești, pe de altă parte.
Efectivul dinainte de 1741 al speciei este estimat la 150.000–300.000 de indivizi, dar din acel an și până în 1911 a fost intens vânată, în urma cărui fapt numărul de indivizi a scăzut până la doar 1.000–2.000. Ulterior, includerea speciei în lista de animale pe cale de dispariție și în mai multe documente de conservare a speciei, cu precădere Cartea Roșie a țărilor din areal, a ridicat populația vidrelor de mare până la o cincime din cea inițială. Acest fapt a fost considerat un succes al organizațiilor de protecție a mediului și o contribuție majoră la împiedicarea degradării ecosistemului marin. Chiar și așa, Enhydra lutris rămâne o specie amenințată.

## Studiere și clasificare

### Istoricul studierii

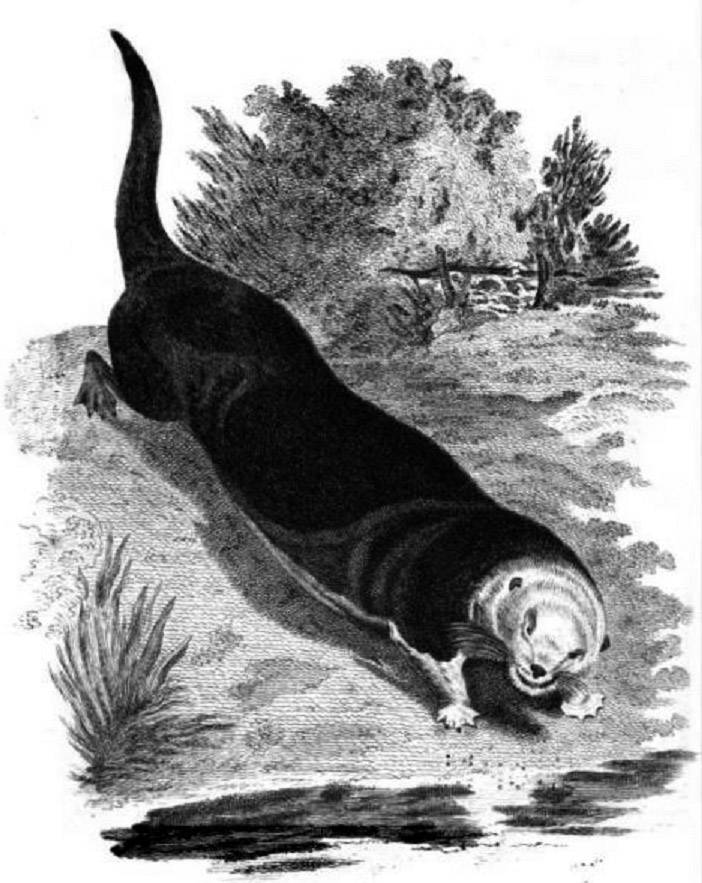
O vidră de mare desenată după descrierea lui Georg Wilhelm Steller, secolul al XIX-lea

Prima descriere științifică a vidrei de mare a fost făcută de Georg Wilhelm Steller în anul 1751. Steller a luat parte la cea de-a doua expediție în Kamceatka⁠(d) a lui Vitus Bering. Corabia expediției a naufragiat în preajma insulelor Comandorului și 75 de marinari au fost nevoiți să petreacă iarna 1741-1742 pe cea mai mare insulă din acest arhipelag, care a fost numită ulterior insula Bering. Vânătoarea de mamifere marine, în particular a vidrelor de mare, a ajutat o parte a echipajului expediției să supraviețuiască condițiilor grele de iarnă. Georg Steller, care era naturalistul expediției, făcea însemnări regulate și, după 10 ani, a publicat o descriere succintă a animalelor marine de pe insulă, unde a descris, în treisprezece pagini, și vidra de mare. Această descriere din secolul al XVIII-lea a constituit singura cercetare efectuată asupra vidrelor de mare pentru următorii 200 de ani, astfel încât de studierea lor în natură nu s-a mai ocupat nimeni până în anii 1930.

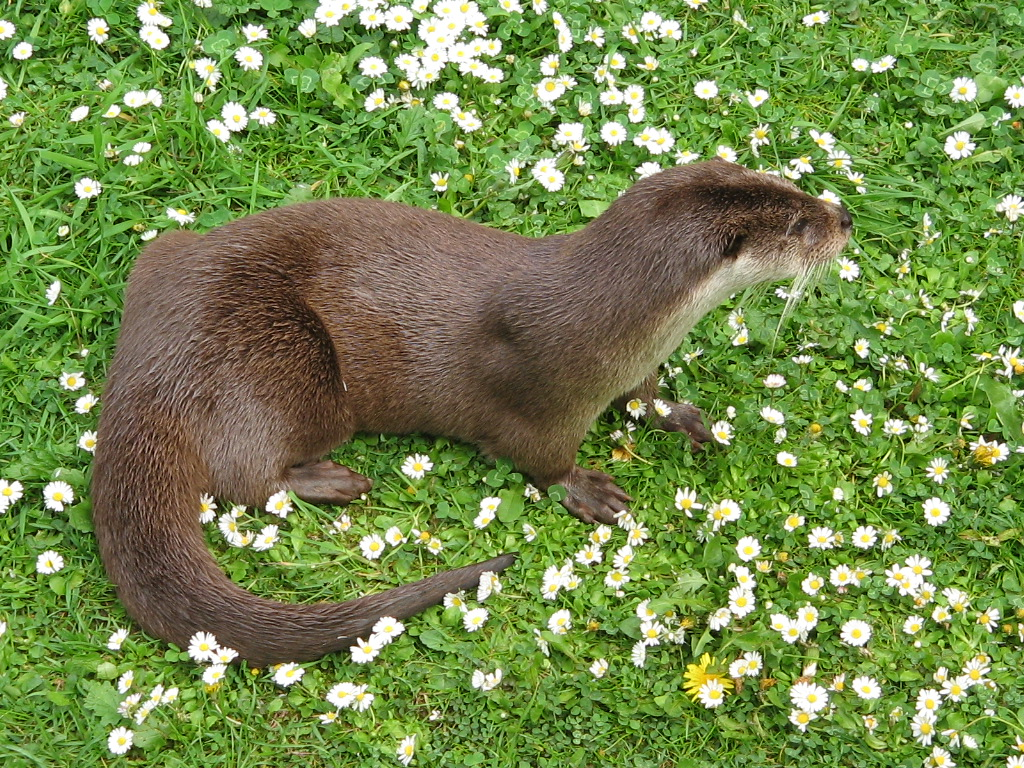
Vidra de râu (Lutra lutra) – cea mai apropiată rudă a vidrei de mare

Începând cu anul 1751, un șir de cercetători, bazându-se pe descrierile lui Steller și pe blănurile și scheletele de vidre de mare aduse în Europa, au încercat să clasifice specia din punct de vedere taxonomic. Însă, întrucât vidra de mare posedă o mulțime de particularități morfologice care o deosebesc de alte specii, clasificarea taxonomică a fost revizuită de numeroase ori. Astfel, Steller, apoi și Johann Christian Polycarp Erxleben⁠(d), au clasificat vidra de mare în genul Lutra. Carl Linné a atribuit-o familiei Mustelide, pentru ca mai apoi Peter Simon Pallas să o clasifice în genul Phoca (foci). La mijlocul secolului al XIX-lea, vidra de mare a fost, în sfârșit, clasificată într-un gen separat – Enhydra (termen introdus de naturalistul scoțian John Fleming în anul 1822), însă tendința de a unifica acest gen cu vidrele într-o subfamilie unică – Lutrinae – a durat până la sfârșitul secolului XX. În prezent Enhydra este totuși clasificat ca gen al subfamiliei Lutrinae. O concluzie finală despre apartenența sistematică a vidrei de mare a fost formulată după descoperirile fosilelor Potamotherium dubia, Aonyx hessica și Enhydra reevei din miocen și pliocen, recunoscute ca având o formă asemănătoare.
Unicitatea vidrelor de mare, lipsa datelor paleontologice și, prin urmare, numeroasele conflicte de opinie privind clasificarea taxonomică a vidrei de mare au adus cu sine o mare varietate de denumiri ale ei în nomenclatura binară, formulate de diferiți cercetători. Denumire științifică curentă este Enhydra lutris (Linnaeus, 1758). Denumirile sinonime sunt prezentate în tabel.
| Nomenclatura binară | Semnificație        | Autoritate, an                |
| ------------------- | ------------------- | ----------------------------- |
| Lutra marina        | „vidra de mare”     | Steller, 1751; Erxleben, 1777 |
| Mustela lutris      | „jderul-vidră”      | Linné, 1758                   |
| Lutra gracilis      | „vidra zveltă”      | Bechstein, 1800               |
| Phoca lutris        | „foca-vidră”        | Pallas, 1811-1831             |
| Pusa orientalis     |                     | Oken, 1816                    |
| Enhydra stelleri    |                     | Fleming, 1822                 |
| Latax lutris        |                     | Gloger, 1827; Stejneger, 1898 |
| Lutra stelleri      | „vidra lui Steller” | Lesson, 1827                  |
| Enhydris lutris     |                     | Lichtenstein, 1827            |
| Engydris marina     |                     | Brandt, 1880                  |
| Enhydra lutris      |                     | (denumirea oficială curentă)  |

### Taxonomie contemporană și evoluție
Printre mustelide, vidrele de mare sunt cei mai mari reprezentanți și singurele cu un mod de viață total marin. Ele posedă un șir de particularități morfologice unice, care au contribuit la acomodarea la mediul de viață marin. În același timp, vidrele de mare sunt unele din cele mai mici mamifere marine. Dintre mamiferele marine, doar delfinul lui Commerson⁠(d) este mai mic decât vidra de mare.
Vidrele de râu și cele de mare sunt clasificate în aceeași subfamilie Lutrinae, deoarece se consideră că au un strămoș comun. Vidra orientală cu gheare scurte este clasată într-un gen aparte al subfamiliei Lutrinae, la fel ca vidra de mare. Strămoșul comun al lutrinelor viețuia în Eurasia și mult timp a fost considerat drept fosila Potamotherium valletoni din epoca miocenului, însă cercetătorii de azi consideră Potamotherium valletoni ca fiind doar un element de legătură și deplasează timpul caracteristic strămoșului lutrinelor în miocenul timpuriu. Se consideră că migrația lutrinelor (și, în particular, a vidrelor de mare) din Eurasia în alte părți ale lumii a avut loc în pliocenul mijlociu.
Cariotipul vidrei de mare numără 38 de cromozomi.

### Subspecii
În prezent există trei subspecii ale vidrelor de mare recunoscute unanim. Acestea sunt:
- vidra de mare comună sau asiatică Enhydra lutris lutris (Linnaeus, 1758[10]), pe insulele Kurile, insulele Comandorului și pe coasta estică a peninsulei Kamceatka
- vidra de mare californiană sau sudică Enhydra lutris nereis (Merriam, 1904[23]), pe litoralul părții centrale a peninsulei Baja California
- vidra de mare nordică Enhydra lutris kenyoni (Wilson, 1991[24]), pe insulele Aleutine și în sudul peninsulei Alaska.

În afară de acestea, unii specialiști consideră că este necesar a diferenția vidra de mare comună de pe insulele Comandorului de cele din Kamceatka și insulele Kurile. Pentru vidra de mare din Kamceatka au fost propuse două variante de denumiri în nomenclatură binară: Enhydra lutris gracilis (Bechstein, 1799) și Enhydra lutris kamtschatica (Dybowski, 1922). De asemenea, este întocmită o listă a celor mai pronunțate deosebiri dintre cele două subspecii, nefiind de altfel recunoscută ca încă o subspecie de alți cercetători. Confuzia creată în jurul clasificării vidrei de mare pe subspecii a apărut din cauză că cercetarea vidrelor de mare a fost făcută un timp îndelungat de echipe separate: specialiștii sovietici cercetau litoralul estic ale Rusiei contemporane, iar cei americani litoralul vestic al Alaskăi, Canadei și Californiei. Arealurile vidrei de mare comune și vidrei de mare nordice urmează exact linia hotarului dintre SUA și Rusia.

## Morfologie externă

### Dimensiuni și durata vieții
Vidra de mare este un animal relativ mare: lungimea sa atinge 1,5 m, iar greutatea atinge 45 kg. Forma corpului este alungită, aproape cilindrică. Masculii sunt mai mari decât femelele: de obicei au o greutate cu 35 % mai mare și sunt cu 10 % mai lungi. Masculii adulți cântăresc de la 22 până la 45 kg și ating în lungime de la 120 la 150 cm. Femelele adulte din subspecia vidra de mare californiană cântăresc de la 14 la 36 kg și măsoară în lungime de la 100 la 140 cm.
La naștere, puii de vidră de mare au lungimea totală (de la creștet până la vârful cozii) de cca. 55 cm și cântăresc 1,5 kg. La vârsta de 6 luni, ei ating o lungime de până la 110-115 cm și o masă de 11 kg. Pe parcursul următorilor trei ani, vidrele de mare cresc până la dimensiunile și greutatea maxime. Durata de viață este de 9-11 ani, iar în unele cazuri până la 23 de ani. De asemenea, sunt înregistrate cazuri când vidrele de mare au atins vârsta de 20 de ani în captivitate.

### Construcția corpului
După forma capului și construcția generală a corpului, vidrele de mare sunt asemănătoare cu vidrele de râu. Și totuși, primele au un tors de formă cilindrică mai lungă și mult mai masivă. Gâtul vidrelor de mare este scurt și gros, capul este rotund, cu urechi mici și mustăți lungi. Așezarea blănii pe corp amintește de așezarea plapumei pe pat, formând numeroase încrețituri.

#### Capul
Capul vidrelor de mare este rotund, botul fiind scurt din cauza nasului mare și a buzei superioare bine dezvoltate. La mulți indivizi culoarea blănii se schimbă odată cu vârsta din brună-cenușie în galben-deschisă sau aproape albă. Mustățile (sau vibrisele) vidrelor de mare sunt niște organe de simț importante. Ele sunt de culoare albă și sunt așezate pe obraz, pe buza de sus și deasupra ochilor, în număr de până la 150. Lungimea vibriselor de pe buza de sus variază între 50 și 70 mm, iar a celor de deasupra ochilor ajunge până la 30 mm. Ceafa aproape totdeauna păstrează o culoare brună-închisă. Maxilarele vidrelor de mare sunt puternice și bine împreunate cu craniul. Ele s-au scurtat pe parcursul evoluției pentru a asigura o mușcătură puternică, întrucât regimul alimentar este constituit din animale cu carapace greu de străpuns. Creierul este bine dezvoltat, gradul de dezvoltare a cavității craniene fiind 5,8 (în timp ce la vidrele de râu este 4,63).
|      | Nas           | Ureche |
|      |               |        |
|      |               |        |
| Ochi | Gură și dinți |        |
|      |               |        |

Nasul nu este acoperit de blană și are culoare neagră. Nările sunt despicate oblic. În timpul scufundării, pereții elastici ai nărilor se strâng, împiedicând pătrunderea apei în nas.
Pavilioanele urechilor amintesc de cele ale focilor cu urechi (Otariidae). Ele sunt puternic reduse, se îngustează către partea exterioară, iar în cea interioară se întâlnesc într-un tub ce duce la canalul auditiv. Ca și în cazul nărilor, în timpul scufundării partea exterioară a urechilor se strânge, blocând pătrunderea apei.
Vidrele de mare au ochi mici, de regulă de culoare brun-deschisă la indivizii tineri și negru-cafenie la cei maturi. Ochii sunt foarte bine adaptați la viața marină: vidra de mare își poate focaliza vederea atât pe obiectele de sub apă, cât și pe cele de la suprafață, astfel ea este emetropă în ambele medii. De asemenea, spre deosebire de alte vidre dar asemeni mustelidelor terestre, vidrele de mare deslușesc mai bine obiectele aflate în jumătatea de jos a câmpului vizual.
Dinții sunt unici ca formă printre carnivore, datorită faptului că raportul dintre incisivii superiori și inferiori este {\displaystyle {\begin{matrix}{\frac {3}{2}}\end{matrix}}}, în timp ce la celelalte carnivore este {\displaystyle {\begin{matrix}{\frac {3}{3}}\end{matrix}}}. Astfel, vidrele au exact 4 incisivi inferiori. Raportul general dintre dinții superiori și cei inferiori este {\displaystyle i\ {\frac {3}{2}}\ c\ {\frac {1}{1}}\ pm\ {\frac {3}{3}}\ m\ {\frac {1}{2}}=32} în total; au fost documentați și indivizi cu 34 de dinți. Vidrele de mare se nasc cu raportul {\displaystyle i\ {\frac {3}{2}}\ c\ {\frac {1}{1}}\ pm\ {\frac {3}{3}}=26} de dinți. Dinții sunt adaptați la masticarea moluștelor tari și a carapacelor crabilor, lucru facilitat de molarii lați și comprimați. În același timp, vidrele de mare sunt foarte stângace la apucarea peștilor sprințari și alunecoși, spre deosebire de vidrele de râu.

#### Membrele și coada
Membrele anterioare ale vidrelor de mare sunt scurte și amintesc puțin de cele ale câinilor. Extremitățile membrelor anterioare nu sunt însă formate din pernuțe și degete, ci dintr-o suprafață compactă continuă de culoare neagră. Ghearele de pe labele anterioare sunt retractile și ating 10 mm în lungime. La adulți ele sunt puternic condensate, iar la tineri sunt ascuțite și puternic rotunjite înăuntru. Pernuțele de pe membrele anterioare sunt, deopotrivă cu vibrisele, niște organe de simț de importanță vitală.
Membrele posterioare ale vidrei de mare sunt amplasate foarte în spate. Degetele lor sunt împreunate până la ultima falangă, ceea ce transformă membrele posterioare în înotătoare. Degetul exterior este cel mai lung, celelalte scurtându-se treptat până la cel mai mic, cel interior. Ghearele ating 12 mm în lungime și sunt condensate la indivizii adulți.
|  |  | Laba anterioară (în stânga) și cea posterioară (în dreapta). Degetele se dezvoltă împreună pe ambele membre, în plus, în cazul membrelor posterioare, ele sunt unite până la ultima falangă, ceea ce duce la transformarea labelor posterioare în înotătoare. Lungimile degetelor de pe laba posterioară se schimbă într-o altă ordine decât la majoritatea mamiferelor, micșorându-se treptat de la al cincilea spre primul. |

Coada vidrelor de mare este relativ scurtă, dar groasă și viguroasă. De obicei, are lungimea de 30–36 cm, lățimea de 6–7 cm și grosimea de 4–5 cm. În timpul înotului, coada are rol de cârmă.

#### Scheletul
Scheletul videlor de mare este adaptat pentru o suplețe pronunțată. Coloana vertebrală este alcătuită din 50-51 de vertebre, dintre care 7 cervicale, 17 toracale, 6 lombare, 3 sacrale și 20-21 codale. Apofiza spinală este puțin înclinată la vertebrele lombare, ceea ce asigură o flexibilitate suplimentară. Cavitatea toracică este alcătuită din 14 perechi de coaste, dintre care 10 perechi se mișcă împreună cu pieptul în timpul respirației. Construcția oaselor din extremități oferă de asemenea suplețe vidrei de mare. Coapsele sunt puternic dezvoltate, tibia mare fiind foarte groasă, iar cea mică foarte subțire. Falangele degetelor sunt îndesate, comprimate. În general, oasele vidrelor de mare sunt mai puternice decât cele ale vidrelor de râu. Câteodată oasele lor primesc cu timpul nuanțe violet-pale, lucru cauzat de alimentația cu arici-de-mare.

### Blana

#### Structură
Blana vidrei de mare este foarte deasă: până la 50.000 de fire de păr pe centimetru pătrat, fapt care asigură așezarea în straturi și protejează animalul de frig. Vidrele de mare, spre deosebire de alte mamifere marine precum focile sau balenele, nu au un strat de grăsime sub piele, de aceea rolul de conservare a căldurii revine exclusiv blănii. Pielea formează numeroase încrețituri. De exemplu, sub fiecare membru anterior există cute suficient de mari pentru a păstra temporar diferite obiecte sau animale vânate.
Blana este compusă din fire de păr țepoase (mai puțin de 1 % din numărul total) și pufoase. Vidra de mare își curăță regulat blana „pieptănându-se”, ceea ce permite ca firele de păr să rămână uscate și așezate în straturi. De asemenea, ea are un număr mare de glande sebacee, care împiedică umezirea firelor de păr țepoase.
Firele de păr țepoase sunt drepte, au lungimea de 15–45 mm și lățimea de 40–175 μm. Cele pufoase au 8–30 mm lungime și 5–19 μm diametru.
Densitatea blănii variază puțin în funcție de anotimp (vară sau iarnă). Vidrele de mare nu au perioade de năpârlire delimitate în timp; aceasta se desfășoară pe tot parcursul anului, mărindu-și un pic intensitatea în primăvara și vara. Blana este puțin mai densă în partea abdominală, lucru observat mai ales la indivizii tineri, a căror blană încă nu a fost roasă de pietre în timpul deplasării pe uscat. Blana femelelor este mai fină decât cea a masculilor.
Densitatea mare a blănii de vidră de mare a fost un factor determinant al vânării masive a acesteia din secolele XVIII–XIX.

#### Culoare
Culoarea blănii variază de la aproape roșie până la aproape neagră, dominând nuanțele brune-închise, însă unele părți ale corpului, mai ales capul, „cărunțesc” odată cu vârsta. Albinismul (blană complet albă) este rar întâlnit, iar melanismul (blană complet neagră) și mai rar. În general, părțile corpului care nu „încărunțesc” trec cu timpul de la nuanțe roșiatice la nuanțe cafenii-închise și negre. În acest fel, odată cu vârsta, se mărește și contrastul coloritului. Specialiștii nu au găsit diferențe între coloritul femelelor și cel al masculilor. La vidrele de mare comune, vara se observă fenomenul înroșirii blănii.
|  |  |  |

## Anatomie internă

### Organele interne
Organele interne ale vidrei de mare au particularități evidente de adaptare la modul de viață marin. Multe dintre ele sunt mai mari (ca raport procentual din greutatea corpului) în comparație cu alte mamifere. Stomacul vidrei de mare este foarte mare și are pereții formați din numeroase straturi. Intestinele sunt foarte lungi, depășind lungimea corpului de aproximativ 10 ori. Greutatea totală a tubului digestiv atinge 15,5 % din greutatea corpului. Ficatul constă din 5-6 lobi, este mare (aproximativ 8 % din greutatea animalului) și este dotat cu vezică biliară. Pancreasul de asemenea este mare și împărțit în câțiva lobi. Astfel, organele digestive seamănă ca structură mai mult cu cele ale animelelor omnivore decât cu cele ale carnivorelor tipice.
Rinichii au și ei dimensiuni mari (până la 2,8 % din greutatea totală a corpului). Aceștia îi permit vidrei de mare să se alimenteze cu apă sărată. Volumul plămânilor îl depășește de 2-4 ori pe cel al plămânilor pinipedelor; capacitatea acestora de a reține mult aer le permite vidrelor de mare să se scufunde la adâncimi mari și să plutească la suprafața apei (conform legii lui Arhimede). Greutatea plămânilor constituie 6 % din greutatea corpului, cu toate acestea plămânii încap în cutia toracică datorită formei asimetrice a diafragmei (partea spinală a cutiei toracice este mai mare decât cea ventrală). Inima vidrelor de mare nu are dimensiuni excepționale, constituind 1 % din greutatea totală a corpului. Ventriculele sunt puternic dezvoltate. Vezica urinară este mică. Glandele sudoripare, menite pentru recunoașterea sau marcarea teritoriului, lipsesc.

## Răspândire

### Răspândire istorică
În baza numeroaselor mărturii ale unor exploratori din secolele al XVIII-lea – al XIX-lea, cercetătorii afirmă că la început vidrele de mare erau răspândite pe litoralul nordic al Ocenului Pacific: de la mijlocul peninsulei Baja California în Mexic (aprox. 27° lat. N) spre nord, de-a lungul țărmurilor SUA și Canadei, apoi pe paralela 60° lat. N, de-a lungul țărmului sudic al peninsulei Alaska, insulelor Aleutine și insulelor Komandore, mai departe spre sud de-a lungul țărmului estic al peninsulei Kamceatka și insulelor Kurile, până la partea nordică a insulei Honshū (aprox. 40° lat. N).
Mai multe denumiri geografice sunt sau au fost legate de numărul mare de vidre de mare. De exemplu, Marea Bering era numită „Marea Biberilor” pe hărțile ruse, iar râul Kamceatka se numea „Kalanka” (din rusă калан – vidră de mare). Recifele insulei Mednîi⁠(d) poartă și astăzi numele de „stâlpii biberilor”, iar insula Urup⁠(d) din arhipelagul Kurile se numea în japoneză „Rakkoshima”, adică „insula vidrelor de mare”.
Exterminarea în masă a vidrelor de mare, care a continuat până la mijlocul secolului al XIX-lea, a redus teritoriile populate de acestea doar la locurile greu accesibile pentru om. După diferite date, până la vânătoarea excesivă a vidrelor de mare viețuiau de la câteva sute de mii până la 1 milion de indivizi, pentru ca la începutul secolului al XX-lea să existe doar 2.000.

### Răspândire actuală
În prezent, datorită interzicerii vânării vidrelor de mare în toate statele în care acestea viețuiesc, populația lor a crescut semnificativ în comparație cu începutul secolului al XX-lea. În plus, în SUA, Canada și URSS în anii 1950-60 au fost luate măsuri de repopulare cu vidre de mare a arealului inițial. Eforturile respective au avut un succes regional, regiunile populate de vidre de mare rămânând intermitente, pe alocuri sporadic populate. Totuși, unele vidre de mare viețuiesc pe țărmurile Orientului Îndepărtat, ale Alaskăi și ale Californiei. În 2006, în Rusia erau în jur de 15.000 de exemplare, în Alaska 70.000 de exemplare, iar pe țărmul Californiei 2.500 de exemplare; câteva zeci de exemplare au fost observate și pe litoralul Japoniei. Astfel, în lume se numără cca. 88.000 de exemplare de vidre de mare, adică 20 % din numărul indivizilor de la mijlocul secolului al XVIII-lea.

### Viața în captivitate

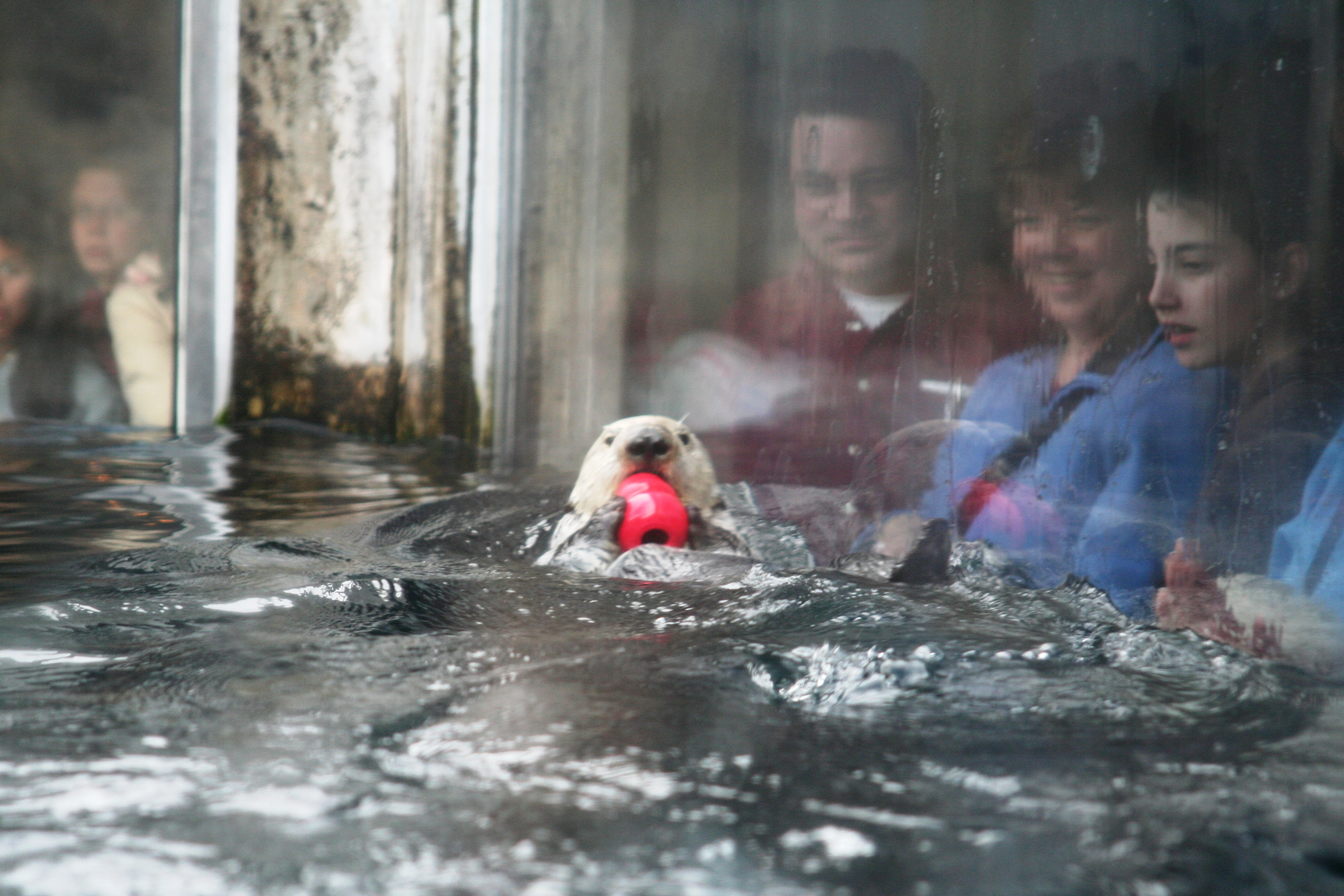
Vidră de mare în acvariul din Monterey, California

De la începutul secolului al XX-lea, în URSS au fost întreprinse încercări de a ține vidre de mare în captivitate, cu scopul de a produce blană la scară industrială. Experimentele primilor 30 de ani au eșuat: alimentația nesănătoasă și calitatea proastă a apei au provocat diferite boli letale ale vidrelor de mare – de la infecții intestinale până la pneumonie.
Către anii 1940, oamenii de știință aveau deja experiență în domeniu și au construit medii de viață satisfăcătoare pentru vidrele de mare, cărora le-au asigurat apă marină, și au alcătuit un meniu adecvat pentru alimentația lor. Din 1938 până în 1941, vidrele de mare au fost crescute cu succes în astfel de „cuști”, însă în timpul celui de-al doilea război mondial crescătoriile au fost închise, iar animalele lăsate în libertate. În cele din urmă, s-a ajuns la concluzia că creșterea industrială a vidrelor de mare este un proiect mult prea costisitor și are o eficacitate economică aproape nulă.
În prezent, vidrele de mare sunt ținute în captivitate mai ales pentru scopuri științifice, dar și distractive în grădinile zoologice din America de Nord, Japonia, Europa. Ele pot fi văzute mai ales în acvariile din Seattle, Vancouver, Newport, Monterey, New York City, Lisabona etc.

## Comportament

### Mod de viață

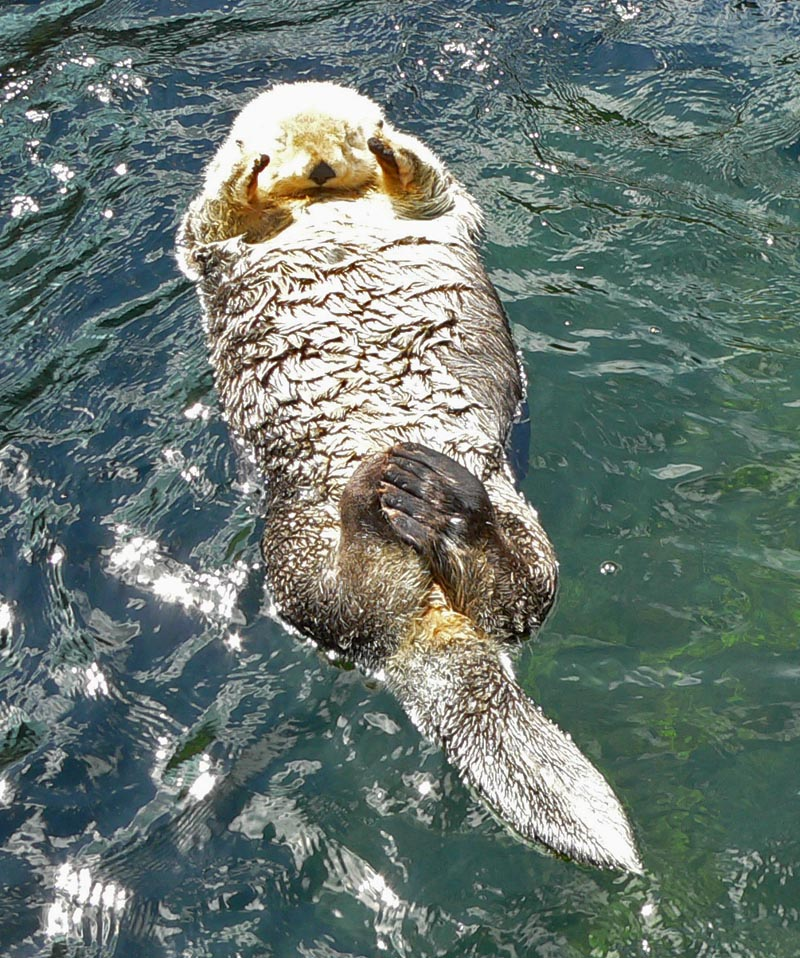
Vidră de mare plutind culcată pe spate

Vidrele de mare duc un mod de viață diurn și petrec cea mai mare parte a zilei în apă. Se presupune că înaintea distrugerii lor în masă, în secolul al XVIII-lea, ele ieșeau mai des pe uscat decât acum. În prezent, vidrele de mare care viețuiesc în locuri greu accesibile pentru om, de exemplu insula Mednîi⁠(d), își petrec noaptea pe uscat, la 10-15 m de țărm, mai ales pe vreme de furtună. Când marea este zbuciumată, animalele bolnave sau bătrâne ies frecvent la țărm, deoarece nu au putere să înfrunte stihia. În afară de aceasta, femelele își nasc puii pe uscat: pe mal sau pe pietrele litorale. Pe de altă parte, vidrele de mare care viețuiesc în regiuni populate de oameni, de exemplu cele californiane, nu ies niciodată pe uscat. Construcția corpului îi permite animalului să doarmă în apă culcat pe spate, dat fiind faptul că plămânii au dimensiuni mari și pot reține destul aer pentru a asigura plutirea la suprafață. Tocmai mediul acvatic de viață este cel mai potrivit și mai sigur pentru vidra de mare. Ea se poate mișca mult mai agil în apă decât pe uscat, iar hrana dobândită preferă să o mănânce în apă. Când marea este liniștită, vidrele de mare pot înota până la 25 de kilometri de la țărm, însă pe vreme de furtună preferă să rămână în apele puțin adânci. Specialiștii care cercetează comportamentul vidrei de mare relatează că, dacă li se taie calea înapoi spre apă, animalele manifestă tulburări psihice. Se întâmplă foarte rar ca vidrele de mare să se depărteze pe uscat mai mult de 15-20 m de apă.
Vidrele de mare sunt niște animale foarte prietenoase, atât între ele, cât și în relațiile cu alte specii de animale, în afară de cele cu care se hrănesc. Vidrele de mare conviețuiesc în cel mai firesc mod cu otariidele (focile cu urechi), câteodată împărțind cu ei culcușul. Conflictele între aceste specii sunt foarte rare – pot apărea numai între doi masculi în luptă pentru teritoriu, dar și acestea au un caracter simbolic. Vidrele de mare au manifestat de la bun început un comportament prietenos față de om, ceea ce le-a făcut să fie o pradă ușoară în timpul distrugerii în masă. În secolele al XVIII-lea – al XIX-lea omul, apropiindu-se de grupurile de vidre de mare, nu le trezea niciun sentiment de frică. Spiritul pașnic al vidrei de mare se datorează, după cum presupun oamenii de știință, faptului că cele mai neînsemnate răni de pe corp pot deteriora învelișul de blană al animalului, fapt care duce la hipotermie, putând provoca chiar moartea.

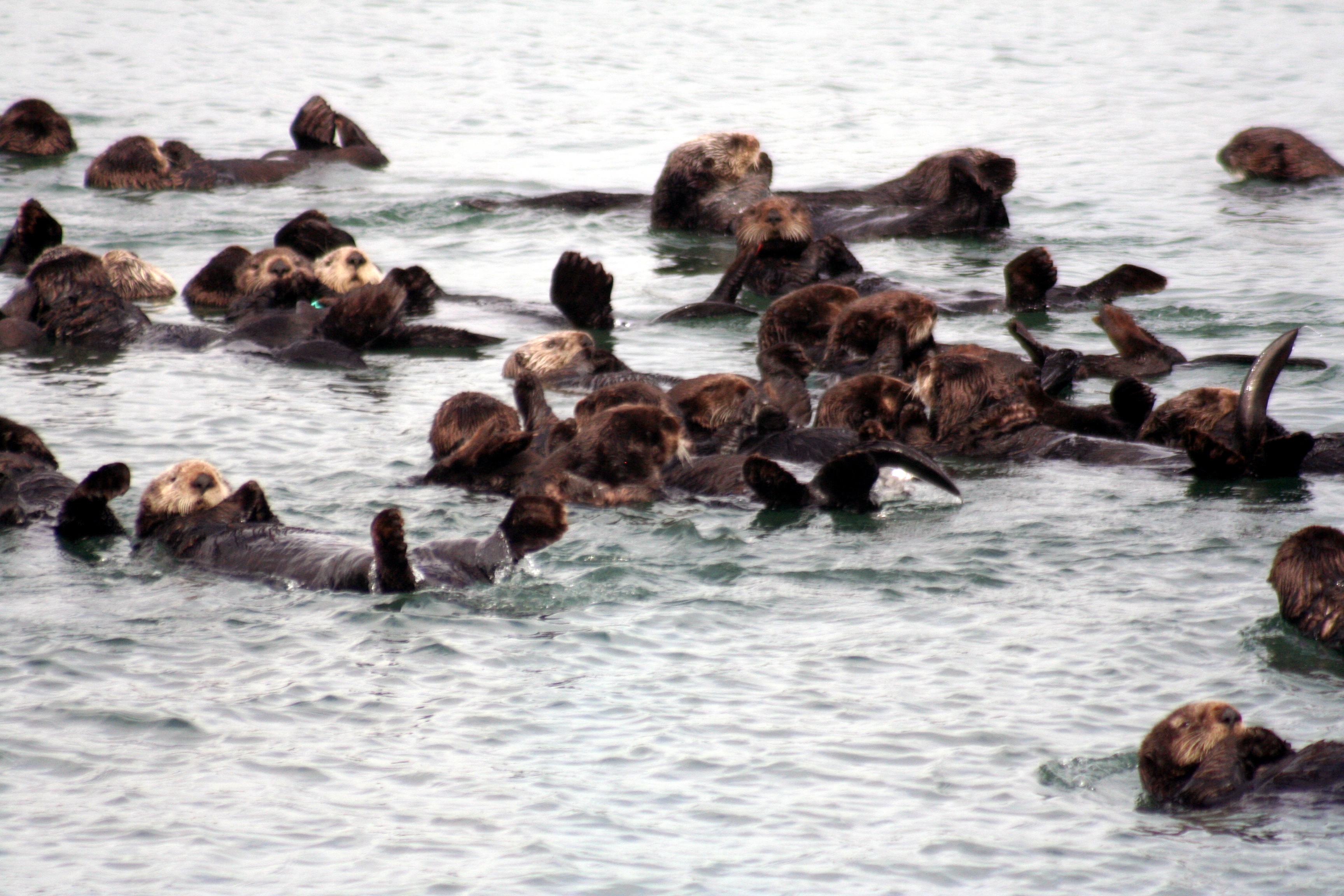
Un grup de vidre de mare

Vidra de mare trăiește uneori solitară, însă cel mai des în grupuri mici fără organizare ierarhică. Deși în trecut specialiștii considerau că există o anumită organizare ierarhică în grupurile de vidre de mare, acum s-a ajuns la un consens asupra faptului că în acestea nu se evidențiază niciun conducător. Uneori se întâmplă ca unii membri ai grupului să îl părăsească și să devină animale solitare, alteori animalele singuratice se alătură unui grup sau altuia. De remarcat că, spre deosebire de situațiile similare la alte mamifere, vidrele de mare solitare sunt acceptate cu bunăvoință în grup. Aceste grupuri sunt alcătuite fie numai din femele, fie numai din masculi, alteori din femele cu pui nou-născuți. Deplasarea grupurilor de vidre de mare nu are caracter sistematic. În timpul zilei ele înoată pe un teritoriu de cca 5,5 km2, însă rareori se întâmplă ca un individ să înoate mai mult de 2 km pe zi. Vidrele de mare nu migrează decât în situații spontane. Grupurile de vidre de mare nu populează un teritoriu anume și se deplasează căutând hrană și evitând tot felul de situații neplăcute. Masculii solitari parcurg câteodată distanțe foarte mari în căutarea femelelor. Vidrele de mare nu își marchează teritoriul.
O zi standard din viața vidrei de mare constă din șase perioade de timp:
1. Trezirea odată cu răsăritul soarelui și, imediat, înotul pentru prinderea hranei, întrerupt din când în când de „pieptănarea” blănii. Această perioadă de timp durează până la orele 11-12.
2. Primul somn de zi, care durează 30-45 de minute.
3. A doua periadă activă, constând din înot și „pieptănarea” blănii. Tot în această perioadă ele se joacă. Durează până la orele 15-16.
4. Al doilea somn de zi, care de obicei durează mai mult de o oră.
5. Ultima perioadă activă, asemănătoare cu a doua: hrănire, pieptănare și jocuri.
6. Începând cu apusul soarelui, vidrele de mare dorm somn adânc până dimineața. Unii indivizi își petrec noaptea pe uscat, în timp ce alții dorm la suprafața apei.

„Pieptănarea” blănii este un element foarte important în viața vidrelor de mare. Aceasta asigură igiena ideală a firelor de păr țepoase. Contaminarea acestor fire de păr poate cauza contactul direct al pielii cu apa, ceea ce poate duce la hipotermi.
Deși vidrele de mare sunt animale preponderent diurne, cercetătorii au observat uneori indivizi zbenguindu-se în nopțile cu lună plină, iar pe timpurile distrugerii în masă, ele cădeau câteodată noaptea în plasă. Cu toate acestea, activitatea nocturnă a vidrei de mare este un fenomen rar întâlnit.
| |                               |
| Vidre de mare dorm ținându-se de lăbuțe | Vidră de mare culcată în alge |
| Specialiștii consideră că vidrele de mare se culcă în alge și se țin de labe în timpul somnului de teamă să nu fie duse în larg (sau aduse la mal). |                               |

### Locomoție
Specialiștii au identificat deosebiri mari între modul de deplasare al vidrelor de mare pe uscat și în apă. Pe uscat, ele se comportă neîndemânatic, deplasându-se cu dificultate, în timp ce în apă se simt foarte bine, înoată mult și chiar se joacă.
Pe uscat, vidrele de mare se pot deplasa în două moduri. Primul este mersul „târâș-grăpiș”, când abdomenul rămâne în contact cu solul și este târât. Acest mod de locomoție permite numai deplasarea cu viteze mici. Pentru a se mișca mai repede, vidrele de mare utilizează cel de-al doilea mod de deplasare: își încovoaie spatele foarte sus, apropiindu-și membrele unele de altele. Astfel vidra de mare dezvoltă viteze mai mari, practic aleargă, dând energic din lăbuțe. Acest mers este utilizat doar în situații de urgență, deoarece le epuizează foarte repede forțele: de exemplu când trebuie să ajungă repede în apă pentru a evita un pericol terestru. Ele nu pot alerga mai mult de câteva minute.
Aflându-se în apa mării, vidra de mare se simte în siguranță. Ea înoată destul de repede, dezvoltând de obicei viteze de 12-16 km/h, și destul de adânc, putând să se scufunde până la 60 m, de exemplu în căutărea hranei. Preferă însă apele puțin adânci. În general rămâne sub apă până la aprox. 40 sec, dar dacă este înfometată sau simte un pericol poate sta și 5-8 minute. Poate înota atât pe spate, cât și pe burtă. Ziua, vidrele de mare înoată foarte activ, se scufundă regulat, se zbenguie în apă.
Deși peștele nu este principala hrană a vidrelor de mare, acestea îl vânează des, mai ales în timpul verii. Totuși, modul de vânătoare al vidrelor de mare se deosebește mult de cel al vidrelor de râu, ultimele fiind mai adaptate pentru vânarea peștilor. O particularitate distinctivă a văzului vidrei de mare este aceea că vederea e îndreptată în jos și puțin lateral, în timp ce la vidrele de râu ea este îndreptată numai înainte. De aceea, atunci când urmăresc un pește, imediat înainte de a-l prinde vidrele de mare se întorc brusc pe spate, ceea ce le micșorează viteza de înot. Ele nu pot ține peștele în gură la fel de bine ca vidrele de râu, din cauza incisivilor neadaptați, de aceea folosc în acest scop și lăbuțele.
În cazul unui pericol acvatic (de exemplu, apariția orcilor), vidrele de mare rămân de obicei nemișcate în apă, străduindu-se să rămână neobservate. Dacă nu le reușește, ele se grăbesc să iasă pe mal. S-au înregistrat cazuri când orcile săreau pe țărm în goana după vidrele de mare.

### Organe de simț
Vidrele de mare posedă un auz moderat și un miros puțin dezvoltat, de aceea ele se bizuie mai mult pe văz și simțul tactil. Acesta din urmă este atât de dezvoltat, încât chiar și indivizii orbi sunt în stare să-și prindă singuri hrana, căutând-o cu ajutorul pernuțelor membrelor anterioare și analizând-o cu ajutorul vibriselor. Totodată, organele de simț sunt mai puțin adaptate pentru viața pe uscat în vederea depistării pericolelor. Vederea este îndreptată în jos, ceea ce reduce suprafața de observare a vidrei de mare, iar pipăitul și auzul nu sunt adaptate la așa situații.

### Sunete produse
Vidrele de mare scot diverse sunete, majoritatea cărora seamănă cu niște țipăte. Ele țipă în scopul atenționării grupului asupra unui potențial pericol, în timpul unor jocuri sau în educația puilor. Sunetele cu ajutorul cărora vidrele de mare amenință și caută să îngrozească (de obicei în cadrul luptei masculilor) amintesc de mârâitul câinelui sau de sâsâitul șarpelui.

### Alimentație
Vidrele de mare duc un mod de viață activ, mai ales pentru că necesită o mare cantitate de energie pentru a-și menține temperatura corpului (38°C) în apa rece. În acest scop, ele sunt nevoite să consume zilnic o cantitate de alimente ce constituie în jur de 25 % din masa totală a corpului. Viteza metabolismului lor este de opt ori mai mare decât la mamiferele terestre de aceleași dimensiuni. Astfel, vidrele de mare mănâncă mult și des.

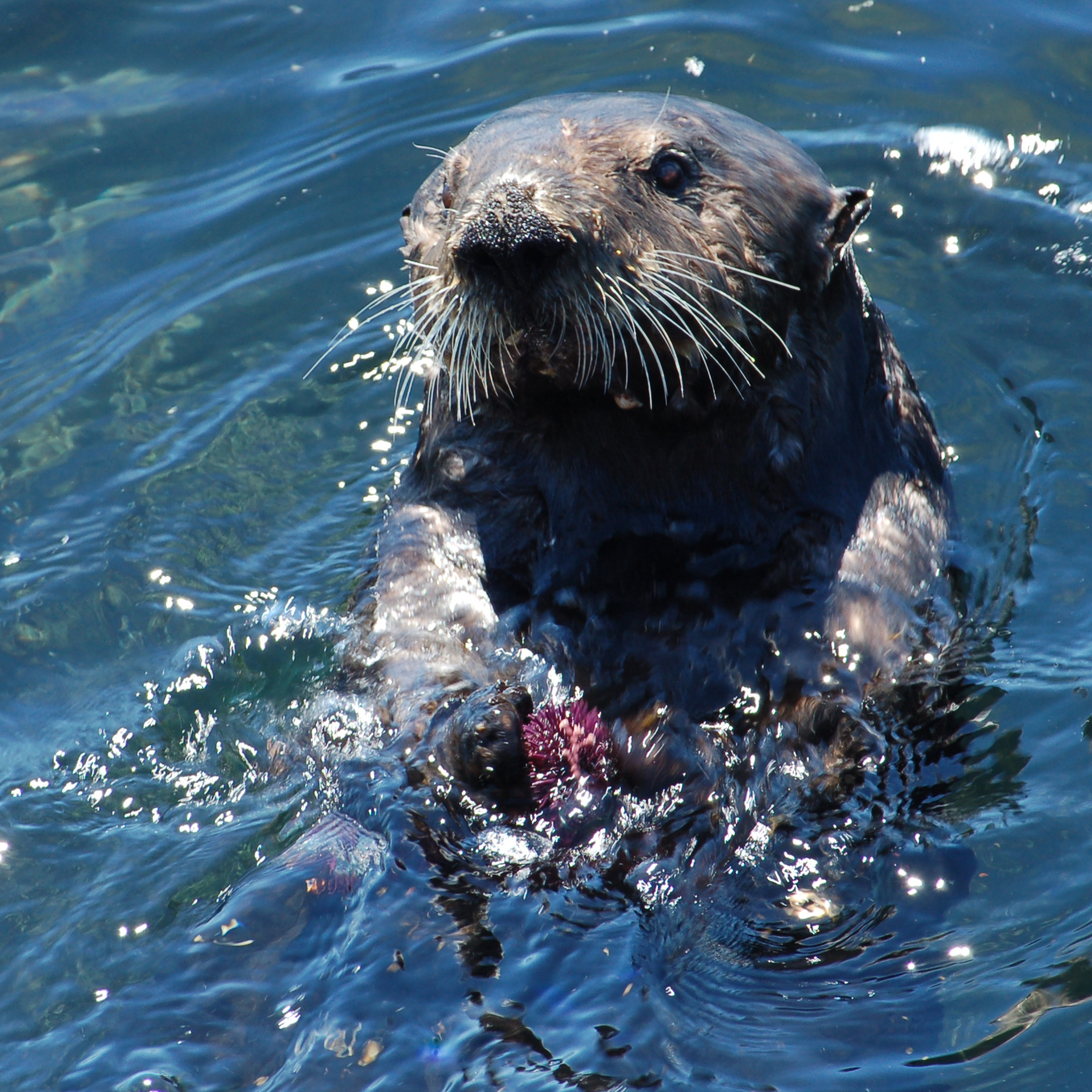
Vidră de mare ținând în lăbuțe un arici-de-mare

Rația vidrelor de mare depinde de locul de trai al acestora, însă totdeauna constă în primul rând din nevertebrate: arici-de-mare, moluște și crabi. De obicei, vidrele de mare înoată la fundul apelor puțin adânci și își colectează hrana într-un „buzunar” special, aflat sub membrul anterior stâng și format de o încrețitură pronunțată a pielii. Vidrele de mare au un „buzunar” identic și sub membrul anterior drept, însă nu îl folosesc deoarece, după cum au demonstrat cercetările, ele sunt dreptace. După ce au strând câteva animale mărunte, vidrele de mare revin la suprafața apei, unde se întorc pe spate și scot câte unul, deschizându-l și ronțăindu-l. Din când în când, vidra de mare se întoarce la 360° ca să-și curețe burta de resturi, buzunarul rămânând plin. O asemenea procedură este importantă pentru păstrarea curățeniei blănii.
Vidrele de mare dispun de o adaptare neobișnuită la alimentația cu moluște tari: ele folosesc pietre de până la 3,5 kg pentru a le sparge carapacea. Ele lovesc în moluscă cu viteza de trei lovituri pe secundă până când carapacea cedează. Această particularitate le face unicele animale marine care folosesc instrumente, unicul reprezentant cu această deprindere al subfamiliei lutrinelor și în general unul dintre puținele animale non-primate care folosesc instrumente. Deși în sălbăticie astfel de abilități sunt demonstrate doar de vidra de mare californiană, în captivitate și alte subspecii pot fi ușor învățate să facă același lucru. De exemplu, în parcul zoologic din Vancouver, o vidră de mare nordică a învățat să folosească pietrele la strivirea moluștelor la doar trei zile de la prima interacțiune cu vidra de mare californiană. Deseori vidrele de mare nu lovesc cu piatra în moluscă, ci invers, așezând piatra pe piept și lovind în ea cu molusca. Pietrele pot folosite de mai multe ori și sunt de asemenea păstrate în „buzunar”.
Structura tubului digestiv a vidrelor de mare le permite să se hrănească cu diverse alimente. Pe timp de foamete ele sunt în stare să vâneze chiar și păsările de pe litoral și, câteodată, după spusele vânătorilor, consumă hoituri, mai ales cadavre de vulpi polare.
Vidrele de mare consumă apă marină, relativ multă în comparație cu alte mamifere marine, lucru legat probabil de conținutul ridicat de proteine din rația alimentară.
Dacă se întâmplă ca prada prinsă să fie prea mare pentru a o consuma imediat, de exemplu un crab de mare uriaș, vidra de mare se culcă cu ea pe abdomen și continuă să o mănânce după ce se trezește.
În meniul vidrei de mare intră peste 40 de specii de animale marine, de exemplu aricii-de-mare, unii crabi, cefalopode și gasteropode, midii, câteva specii de moluște și de pește. Spre deosebire de celelalte subspecii, vidrele de mare nordice consumă și caracatițe, evitând însă să le mănânce capul.
|  |                                                                                      |  |                                                                                             |  |
|  | Rația vidrei de mare comune (Enhydra lutris lutris), conform datelor experților ruși |  | Rația vidrei de mare nordice (Enhydra lutris kenyoni), conform datelor experților canadieni |  |

### Reproducere
Vidrele de mare nu au un sezon anume de împerechere, aceasta având loc pe tot parcursul anului. Unii specialiști susțin totuși că în unele grupuri procesul de împerechere se intensifică în timpul primăverii.

#### Împerechere

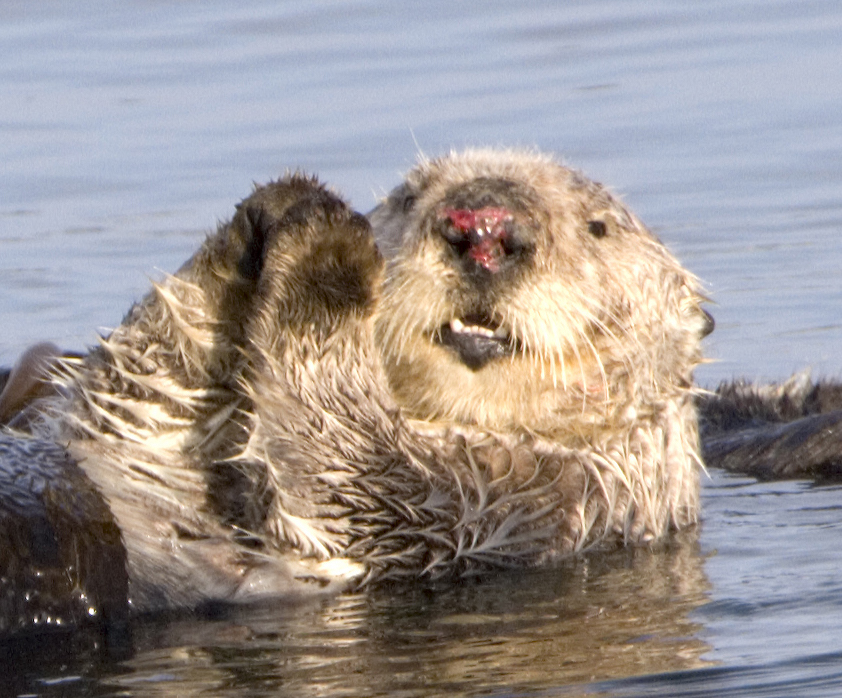
O femelă după împerechere; se observă că nasul este plin de sânge

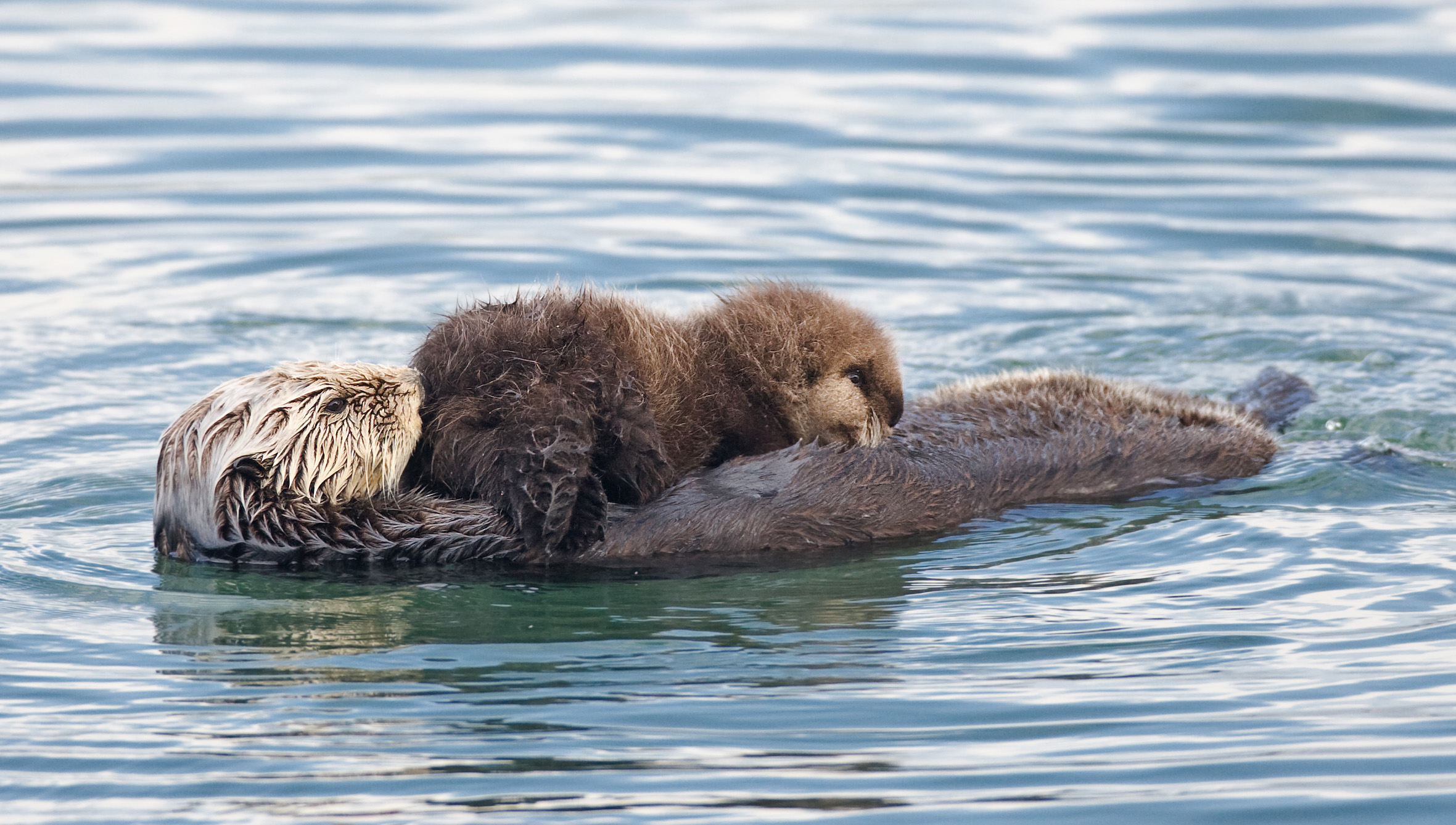
O vidră de mare alăptându-și puiul

Masculii ating maturitatea sexuală la vârsta de 5-6 ani și își păstrează potența până la sfârșitul vieții. Femelele devin apte de reproducere la vârsta de 4 ani, mai rar 2-3 ani. Ritualul nupțial al vidrelor de mare decurge într-un mod foarte jucăuș și activ. Masculul și femela înoată împreună, jucându-se „de-a prinselea” prin apă până când începe actul sexual. Acesta are loc în apă, dar în poziții diferite în funcție de localizarea geografică a habitatului. Un amănunt însă persistă la toate speciile de vidre de mare: în timpul actului sexual, masculul ține cu dinții femela de nas, această mușcătură fiind până la urmă dureroasă. Astfel să explică faptul că unele femele au cicatrice pe nas. Atât în timpul curții, cât și în timpul actului sexual, masculul stă cu fața în apă, câteodată ținând femela sub apă. Uneori se întâmplă ca femela să nu reziste și să moară din cauza insuficienței de aer. Masculii sunt „poligami”, adică se pot împerechea cu mai multe femele într-o perioadă restrânsă de timp. Masculul rămâne cu femela 3-5 zile, timp în care o apără de concurenți. De remarcat că confruntările dintre mascul și concurenți aproape niciodată nu evoluează în luptă, ci se sfârșesc la etapa pozițiilor de amenințare.

#### Gestație
Gestația începe cu întârziere, datorită faptului că embrionul trece mai întâi printr-o fază latentă, care durează 2-3 luni, timpul necesar ca să ajungă în uter. Această particularitate o posedă și alte cca 100 de specii de mamifere; ea le permite să aleagă cel mai bun moment din punct de vedere metabolic pentru sarcina propriu-zisă. Aceasta durează în jur de șase luni (7-8 luni în cazul vidrei de mare nordice).

#### Naștere
Nașterea puiului are loc pe uscat. De obicei se naște un singur pui. Există doar un caz din o sută când se nasc doi pui, însă în condiții obișnuite supraviețuiește numai unul. La vidrele de mare este observată înfierea puilor singuratici, de aceea al doilea pui dintr-o pereche de gemeni poate supraviețui dacă îl înfiază o femelă al cărei pui unic a murit. Greutatea puiului este de cel puțin 1,5 kg, iar blana sa este totalmente pufoasă, de culoare cafenie-gălbuie.

#### Creșterea și educarea puilor
Puii nou-născuți nu sunt în stare să aibă singuri grijă de sine timp de câteva luni de la naștere și depind în totalitate de mamă. Masculii nu participă la educația puiului și abandonează femela la 2-3 zile după împerechere. Primele luni ale vieții, puiul de vidră de mare le petrece pe burta mamei, unde aceasta îl hrănește, îl educă și îl „piaptănă”, lăsându-l singur din când în când pe apă sau pe pietrele de pe mal pentru a căuta mâncare. În aceste momente, puiul țipă alarmat, așteptând întoarcerea mamei. Puiul nou-născut este în stare să plutească pe apă de sine stătător, dar nu și să înoate. Nu-și poate căuta singur hrana și nu se poate „pieptăna”. Vidrele de mare depind de mamele lor în primele 5-15 luni de viață (mai ales în primele 6 luni), mortalitatea infantilă fiind destul de ridicată: în jur de 30 % din pui mor în primul an de viață.
Pe parcursul primei luni de viață, nou-născutul este hrănit exclusiv cu lapte matern, care are un conținut asemănător mai mult cu cel al altor mamifere marine decât lutrinele. El conține 19,5 % grăsimi, 9,4 % albumină și numai 0,8 % lactoză. Începând cu a doua lună de viață, puiul este hrănit și cu animale marine, obișnuindu-se cu rația alimentară pentru adulți. Mai târziu, puiul învață diferite moduri de vânătoare, cum să se alimenteze corect, cum să se „pieptene” și alte deprinderi.
Mamele sunt foarte atașate de puii lor. În caz de pericol, prima lor grijă este de a salva puiul. De acest fapt se foloseau vânătorii în timpul marilor exterminări; grupurile formate din puii nou-născuți cu mamele lor era o pradă ușoară. Georg Wilhelm Steller descrie grija vidrelor de mare pentru urmași astfel:
„Dragostea față de urmași este atât de mare, încât pentru ei vidrele de mare pot merge și la moarte; pierzându-și puiul, ele plâng ca niște copii mici și sunt atât de disperate, încât în 10-14 zile, după cum am observat de mai multe ori, slăbesc, se îmbolnăvesc și nu vor să se întoarcă în apă. În timpul mersului pe uscat, vidrele de mare își țin puii mici în dinți, iar pe cei mari îi mână înaintea lor.”
Mărturii asemănătoare aduce și unul din participanții la cea de-a doua expediție în Kamceatka, Sven Larsson Waxell:
„[...] sunt foarte atașate de puii lor, iar când ni se întâmpla să întâlnim pe uscat o femelă cu puiul său (pentru că mai mulți nu poate avea), totdeauna puneam mâna pe amândoi. Femela niciodată nu își abandonează puiul, ci îl târăște cu dinții spre apă, însă se întâmplă ca puiul să fie prea mare – atunci ea abia de reușește să-l ridice, puiul fiind neputincios. Prin urmare, ambii se mișcă încet spre apă și de aceea, după cum s-a spus mai sus, cad totdeauna în mâinile vânătorilor.”
Vidrele de mare își alintă duios puii, iar când aceștia nu sunt ascultători, primesc câte o „palmă”. Specialiștii descriu în mod unanim modul de educare a generațiilor urmașe la vidrele de mare în termeni antropomorfici, datorită comportamentului asemănător cu cel al omului.

## Aspecte ecologice

### Habitatul și rolul în natură

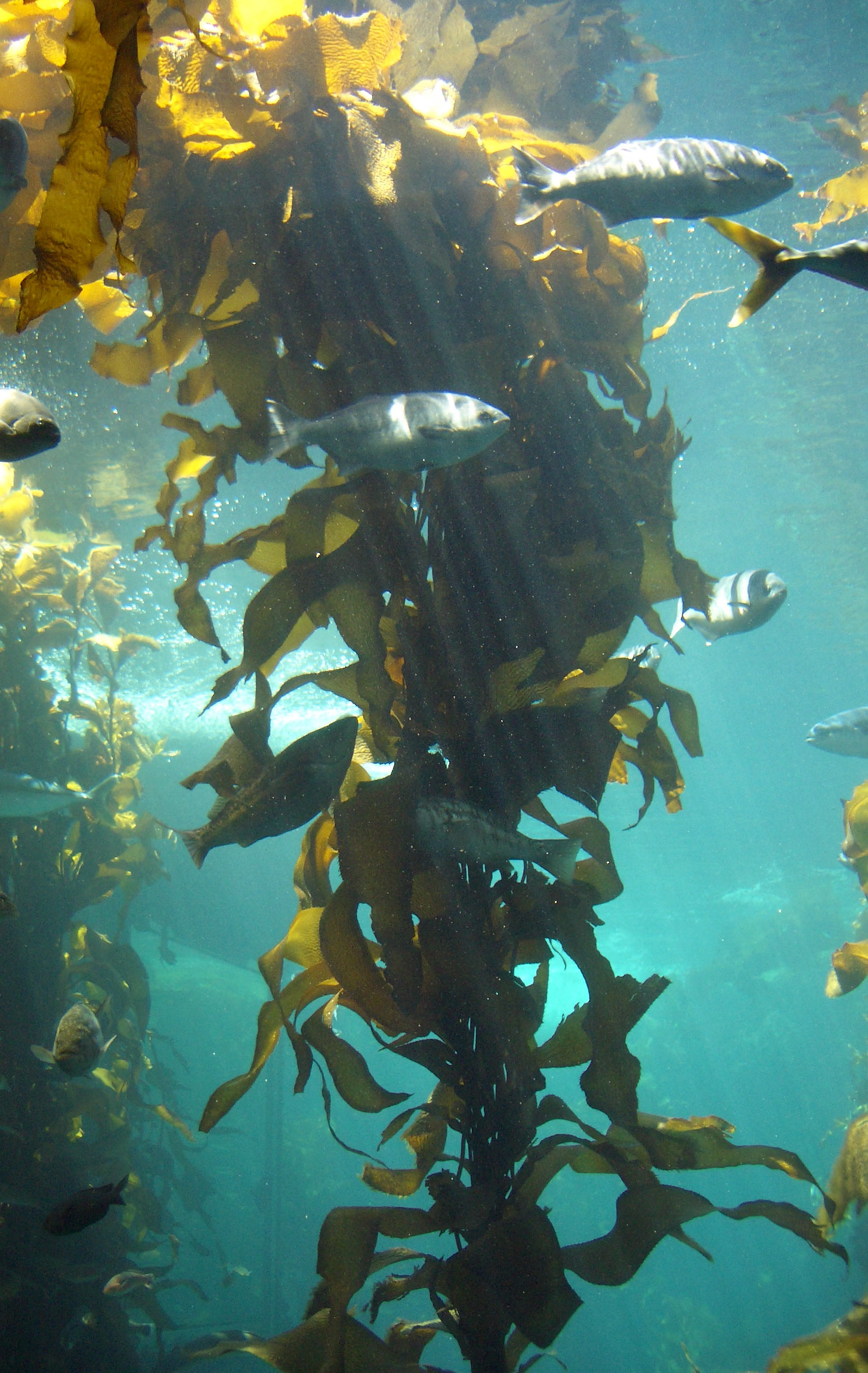
Starea ecologică a acestei specii de algă gigantică, numită varec, depinde foarte mult de rația alimentară a vidrei de mare

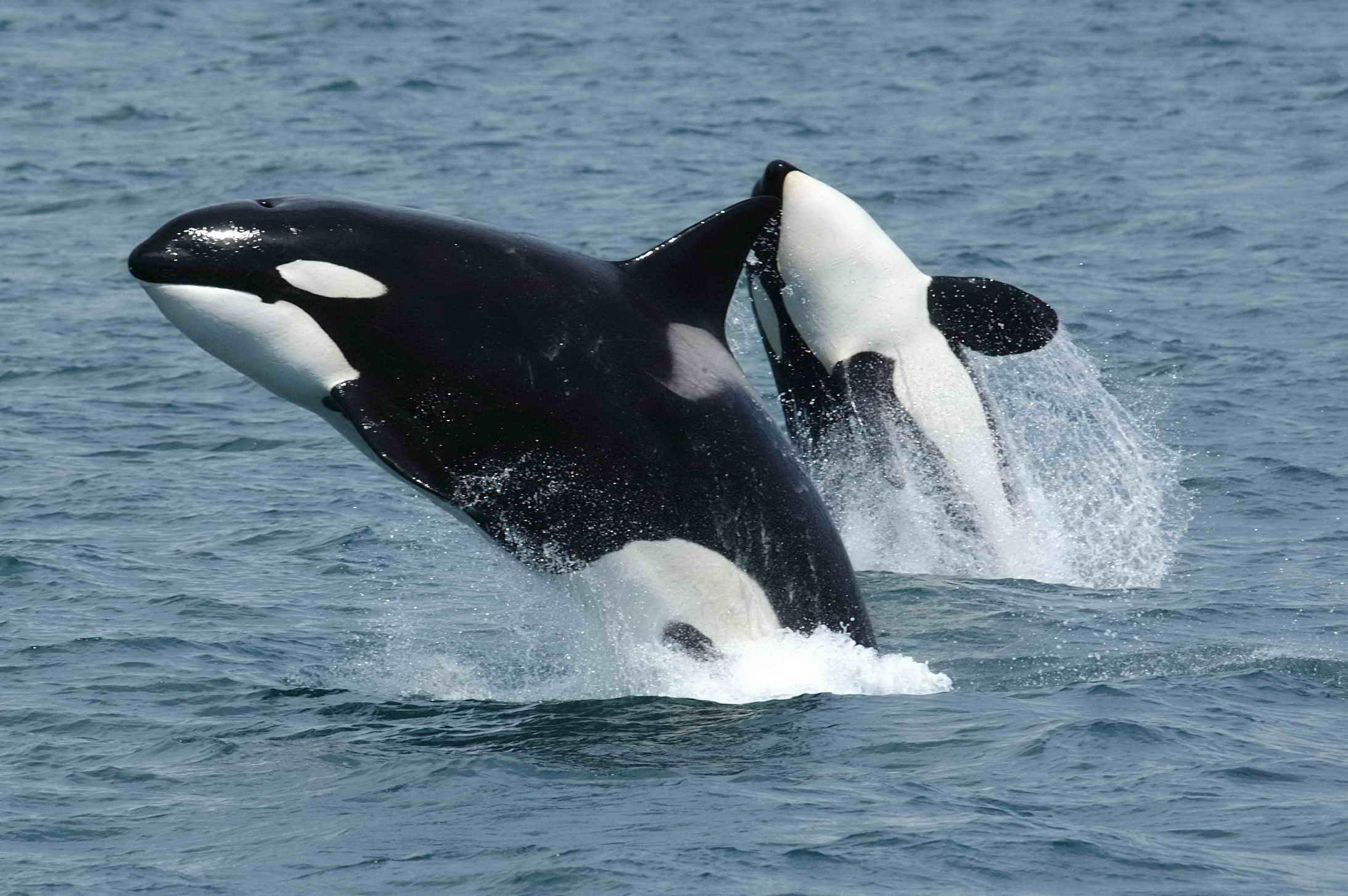
Orcile sunt cei mai periculoși prădători naturali ai vidrelor de mare

Vidrele de mare joacă un rol deosebit în ecologia oceanului planetar, controlând cantitatea de arici de mare. Înmulțirea excesivă a acestor nevertebrate duce la scăderea cantității de plante marine care, la rândul ei, cauzează dezechilibrul lanțului trofic marin. De exemplu, dacă vidrele de mare ar consuma mai puțini arici-de-mare, aceștia s-ar înmulți și ar devasta pădurile subacvatice de varec, o specie de alge gigantice. Repopularea Columbiei Britanice cu vidre de mare a îmbunătățit foarte mult ecosistemul litoralului.
Vidrele de mare întrețin relații de prietenie cu mai multe mamifere marine, inclusiv pisicile de mare, focile etc. Deși ele înving în luptă chiar și pisicile de mare, care au o greutate și lungime de două ori mai mare, în condiții obișnuite nu iau parte la conflicte (vânătorii secolelor XVIII-XIX aduceau numeroase mărturii ale faptului că, atunci când vidra de mare cădea în plasă împreună cu o pisică de mare, prima ieșea mereu învingătoare într-un potențial conflict). Cei mai aprigi dușmani ai vidrelor de mare sunt orcile, rechinii polari (Somniousus microcephalus Bl.), iar în unele regiuni și urșii bruni, însă în ultimul timp nu s-au mai înregistrat apariții ale rechinului polar în Oceanul Pacific.
Concurentul principal în privința împărțirii hranei este foca pestriță, urmată de unele specii de păsări marine, apoi de morun și nisetru. Pescărușii deseori se alimentează cu prada prinsă de vidra de mare sau cu rămășițele aricilor de mare și crabilor. Indivizii bolnavi sau bătrâni deseori ies pe țărm, de aceea cadavrele vidrelor de mare sunt cel mai des găsite pe uscat. Cu hoiturile lor se hrănesc vulpile polare și urșii.

### Exterminarea în masă

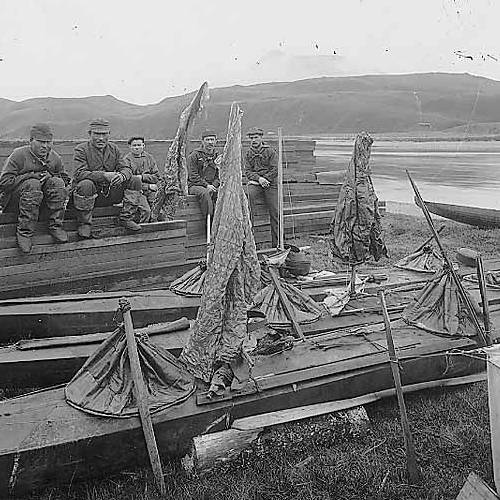
Vânători aleuți de vidre de mare de la sfârșitul sec. al XIX-lea

Imperiul Rus participa activ la comerțul cu blănuri. Încă de pe timpul Rusiei Kievene, pe teritoriul viitorului Mare Cnezat al Moscovei locuiau slavii de răsărit, specializați în vânătoare, particularitate legată de proprietățile naturii locale. Începând cu secolul al XVI-lea, odată cu începutul comerțului cu Europa, principalul venit al vistieriei ruse îl constituie blănurile. De aceea, puterea extinde teritoriile de vânătoare a animalelor cu blană prețioasă tot mai mult spre răsărit. La mijlocul secolului al XVIII-lea, după alipirea Kamceatkăi la Imperiul Rus, ofițerii flotei marine Vitus Bering și Alexei Cirikov au primit misiunea de a cartografia țărmul estic al peninsulei Kamceatka și de a găsi o cale maritimă spre America și Japonia. În 1740, în timpul celei de-a doua expediții în Kamceatka, vasul lui Bering a eșuat lângă una din insulele Comandorului și a fost nevoit, împreună cu echipajul, să petreacă iarna acolo. În timpul ei, marinarii vânau deseori „biberi de mare” care, pe atunci, nu simțeau nicio frică față de om și erau o pradă foarte ușoară. După un an, membrii expediției s-au întors în Sankt-Petersburg cu 900 de blănuri de vidră de mare. Acestea au fost foarte prețuite în Europa, iar vânzarea lor a compensat toate cheltuielile expediției. Unele dintre ele au ajuns să fie licitate la Londra. Atunci a început exterminarea masivă și necontrolată a vidrelor de mare în toate arealele sale de viață – insulele Comandorului, Kamceatka, insulele Kurile și Alaska. În anul 1799, în scopul intensificării vânătorii și controlării veniturilor de pe urma vânzării blănurilor, a fost creată o companie ruso-americană specializată în dobândirea acestora. Compania a luat în exploatare ca teren de vânătoare țărmul vestic al Americii de Nord de la insulele Aleutine până la California, precum și teritorii vaste din estul Eurasiei. Ea a înființat forturi în cele mai favorabile locuri de vânătoare, asigurând transportul pieilor și blănurilor în Eurasia.
La rândul ei, a treia expediție a lui James Cook, care explora Alaska în scopul descoperirii unei căi nordice din Oceanul Pacific în Oceanul Atlantic, a făcut rost în 1778 de câteva blănuri de vidră de mare. La întoarcere, în anul 1779, Cook a decedat în Hawaii, însă echipajul, ancorând în portul chinez Guangzhou, a câștigat o mulțime de bani prin vânzarea blănurilor. Astfel, în vânarea vidrelor de mare s-au implicat englezii și americanii.
În goana după blana vidrelor de mare s-au implicat rușii, englezii, americanii și japonezii, și în 100 de ani practic au pustiit arealele lor. De exemplu, la sfârșitul secolului al XIX-lea, în peninsula Kamceatka nu se mai găsea niciun exemplar, iar toponimele Marea Biberilor și Kalanka au ieșit din uz. Către începutul secolului al XX-lea numărul de indivizi a scăzut atât de mult, încât capturarea lor a devenit extrem de dificilă. Japonezii, la începutul aceluiași secol, întreprindeau acțiuni disperate de a vâna vidre de mare. Ei poluau apa cu petrol, gaz lampant sau creozot, în scopul de a mâna animalele spre plasă. Ultimul refugiu pentru vidrele de mare îl constituia insula Mednîi, întrucât era greu accesibilă, nepopulată de oameni și foarte stâncoasă.
| |  | |
| Evoluția vânării vidrelor de mare pe insulele Comandorului în perioada anilor 1870-1924 (conform materialelor arhivei vânătorești a insulelor Comandorului) |  | Evoluția cantității de blănuri de vidră de mare licitate la Londra în perioada anilor 1871-1910 (mii de bucăți; conform registrelor de la burse) |

În urma exterminării în masă a vidrelor de mare, populația acestora s-a redus pe parcursul a 130 de ani de la câteva sute de mii de indivizi la mai puțin de 2000, în grupuri dispersate pe un teritoriu imens.

### Protecție
În anul 1911, când participanții la marea exterminare și-au dat seama de situația catastrofală în care se află specia vidrei de mare, a fost semnat primul acord internațional care interzicea vânarea ei (Fur Seal Treaty). În 1913 a fost fondată prima rezervație naturală dedicată vidrelor de mare în SUA (insulele Aleutine). URSS a interzis vânarea vidrelor de mare în 1926, iar Japonia în 1946. În anul 1972 a fost adoptată Legea privind protecția mamiferelor marine, care a asprit pedepsele pentru vânarea lor. Astfel vânarea vidrelor de mare a fost interzisă în toate arealele ei de supraviețuire. Datorită măsurilor luate, populația vidrelor de mare a crescut anual cu 15 %, atingând în 1990 o cincime din populația inițială. În perioada anilor 1990-2007 nu s-a observat nicio creștere în populația vidrelor de mare.

### Probleme ecologice contemporane

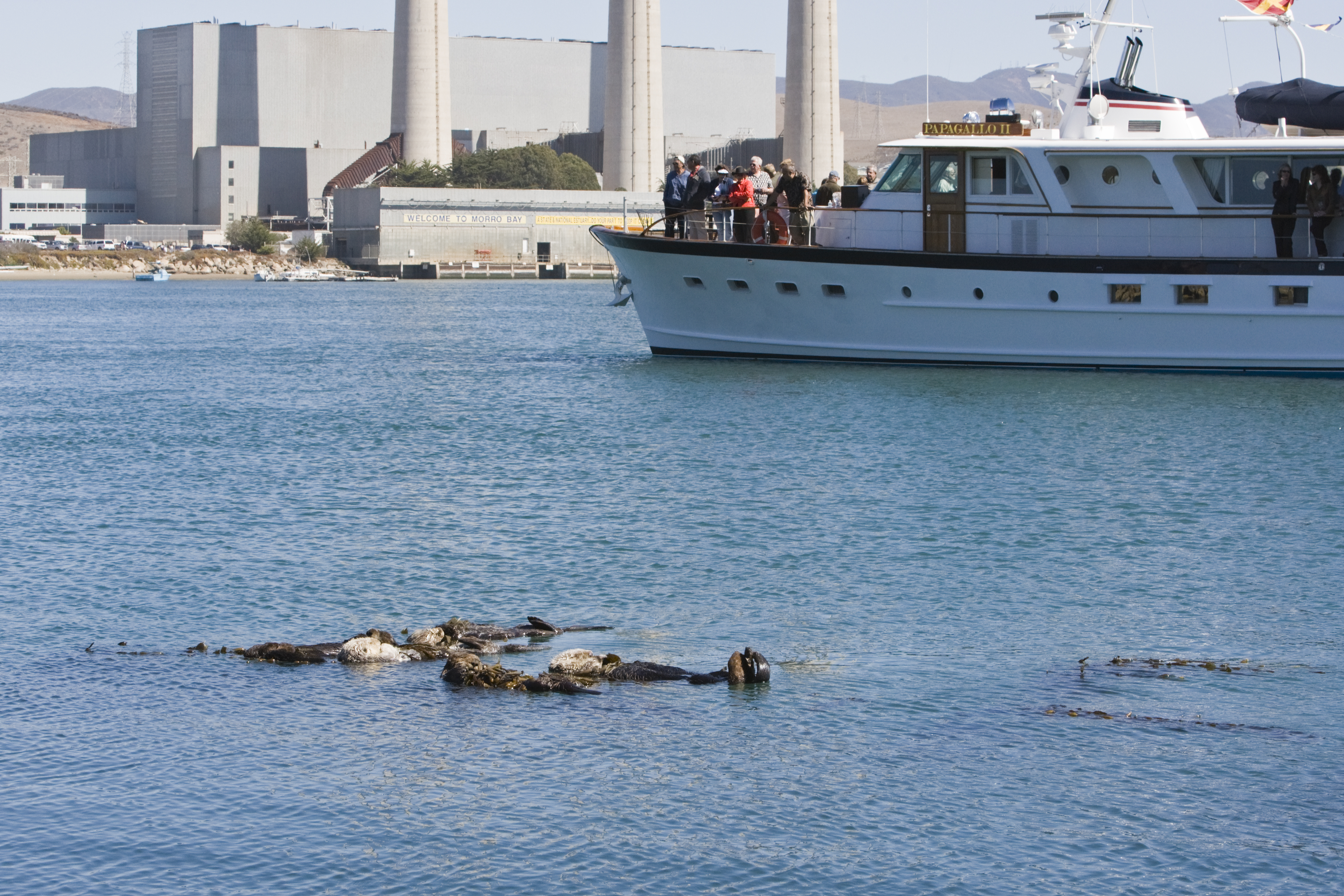
Vidrele de mare în condiții contemporane pe litoralul Californiei

Cu toate că au fost luate măsuri drastice în privința stopării vânării vidrelor de mare, în ultimul timp populația lor nu crește. Specialiștii consideră că aceasta se întâmplă din cauza problemelor ecologice globale. Densitatea populației umane în regiunile populate de vidre de mare crește, iar odată cu ea și problemele tehnogene.

#### Accidente petroliere

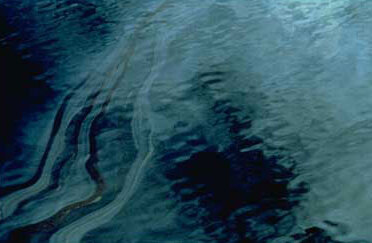
Pelicula întinsă de petrol formată în urma accidentului petrolierului companiei Exxon a provocat moartea a mii de indivizi Enhydra lutris

Accidentele petroliere, cauzate de obicei de avariile vaselor petroliere, reprezintă un pericol aparte pentru vidrele de mare. Chiar și o cantitate neînsemnată de petrol, odată ajunsă în apă, cauzează lipirea firelor de păr țepoase. Astfel, firele de păr pufoase se umezesc, ceea ce duce la hipotermie. În afară de aceasta, petrolul otrăvește și animalele marine cu care vidra de mare se alimentează. În urma consumării lor pot fi afectați ficatul, rinichii, ochii etc.
O întâmplare de acest fel a avut loc în anul 1989 când, în urma avarierii unui petrolier al companiei Exxon în preajma Alaskăi, a fost poluat habitatul unuia dintre cele mai mari grupuri de vidre de mare nordice – în jur de 3.900 de indivizi. Circa o mie dintre ei au murit pe loc, iar voluntarii au încercat să-i salveze pe ceilalți, spălându-i și hrănindu-i cu diverse vitamine și medicamente pentru a-i proteja de răceală. Totuși, în ciuda eforturilor colosale depuse, din 4 mii de indivizi au supraviețuit doar câțiva. Consecințele accidentului se resimt și astăzi în populația de vidre de mare din această zonă.

#### Consecințele poluării mediului ambiant
Consecințele poluării mediului înconjurător se răsfrâng asupra vidrelor de mare atât direct, cât și indirect, prin intermediul animalelor consumate. În afară de acestea, particularitatea masculilor de a mușca de nas femelele în timpul împerecherii crește riscul îmbolnăvirii de boli infecțioase, întrucât rana deschisă poate intra în contact cu apa murdară. În perioada anilor 1992-2002, mai mult de 40 % din numărul total de indivizi au pierit din cauza a diferite infecții. Unul dintre provocatorii infecției este Toxoplasma gondii, care nimerește în apa marină odată cu excrementele pisicii de casă. Prezența acestor microorganisme în apă este foarte periculoasă pentru vidrele de mare.

#### Problema diversității genetice
Specialiștii consideră că încă un factor, nu mai puțin important, care contribuie la mortalitatea înaltă a vidrelor de mare, îl constituie micșorarea bruscă a diversității genetice a populației, legată de exterminarea în masă din secolele XVIII-XIX. Ei au ajuns la concluzia că vidrele de mare de astăzi au mai puține alele decât cele care au trăit cu 300 de ani în urmă, al căror număr de alele se estimează la zeci. Micșorarea diversității genetice scade adaptarea animalului la diferiți factori patogeni și, implicit, imunitatea.
Într-adevăr, numeroase colonii de vidre de mare s-au re-format dintr-un număr prea mic de indivizi. De exemplu, subspecia vidrei de mare californiene, considerată dispărută încă la sfârșitul secolului XIX, a fost redescoperită în 1938 în California. Experții presupun că la începutul secolului XX numărul total de vidre de mare ajungea la 2.000.

#### Alte probleme
Deși o parte din aceste eforturi au reușit, de cele mai multe ori repopularea artificială cu vidre de mare a teritoriilor de unde au dispărut (anii 1970-1980) se sfârșea cu pieirea indivizilor transportați. Ecologii nu puteau asigura condițiile optime pentru transportarea și adaptarea animalelor la noul mediu de viață.
Specia vidrei de mare a avut de suferit și din cauza testelor nucleare din Alaska, efectuate de SUA pe insula Amcitka, una dintre insulele Aleutine, în regiunea 51°21′N 178°37′E / 51.350°N 178.617°E – 51°39′N 179°29′E / 51.650°N 179.483°E, în anii 1960-1970. După fiecare test mortalitatea vidrelor de mare creștea brusc. Indivizii afectați sufereau de dereglări în funcționarea plămânilor, inimii, creierului.

## Rolul în cultura omului
Triburile de camceadali, aleuți și ainu, care trăiesc de la începuturi în arealele de viețuire a vidrelor de mare, au inclus acest animal în cultura și folclorul lor, deseori atribuindu-le evoluția de la oameni. Drept exemplu poate servi legenda din folclorul aleutin, conform căreia doi îndrăgostiți s-au aruncat în mare și s-au transformat în vidre de mare. Există chiar mărturii că au existat popoare nordice care divinizau vidra de mare. Specialiștii consideră că importanța culturală a vidrei de mare este legată de numeroasele sale asemănări cu omul. Mulți cercetători folosesc deseori o terminologie antropomorfă pentru descrierea acestora. De exemplu, vidrele de mare sunt „flegmatice”, „își masează pieptul cu ajutorul labelor”, „se scarpină la ceafă”, „țipă de jale”, „se piaptănă” ș.a.m.d. Totul se datorează faptului că la primele contacte cu oamenii, vidrele de mare erau foarte binevoitoare și sunt foarte prietenoase între ele în viața de zi cu zi, îndeosebi în relațiile cu puii.
|  | |  |  |
|  | |  |  |
|  | |  |  |
|  | În stânga — o amuletă aleutină care reprezintă o femelă de vidră de mare cu puiul ei. Sus — o scenă de vânătoare de vidre de mare la aleuți, imortalizată pe o suliță. Aleuții atribuiau acestor imagini calități magice. |  |  |

În perioada marilor exterminări din secolele XVIII-XIX, în cultura omului a pătruns blana vidrei de mare, animalul propriu-zis pierzându-și valoarea culturală. Ecaterina a II-a purta o pelerină din blană de vidră de mare, iar Evghenii Oneghin, eroul poemului cu același nume scris de Alexandr Pușkin, purta, probabil, și el o haină făcută din același material, conform versurilor: Pe gulerul de castor luce / Stelar omătul argintiu.
De la mijlocul secolului XX, vidrele de mare au devenit, mai ales în cultura occidentală, eroi ai poveștilor pentru copii. Datorită formei suple a corpului, au fost comparate în literatura populară cu naiadele, nimfe ale apelor.